# HD 171301
HD 171301 och BD+30°3223B är två komponenter i en dubbelstjärna belägen i den södra delen av stjärnbilden Lyran. Den har en skenbar magnitud av ca 5,47 och är svagt synlig för blotta ögat där ljusföroreningar ej förekommer. Baserat på parallaxmätning inom Hipparcosuppdraget på ca 8,9 mas, beräknas den befinna sig på ett avstånd på ca 370 ljusår (ca 112 parsek) från solen. Den rör sig närmare solen med en heliocentrisk radialhastighet på ca -10 km/s.

## Egenskaper
HD 171301 är en blå till vit underjättestjärna av spektralklass B8 IV. Den har en radie som är ca 2,3 solradier och har ca 104 gånger solens utstrålning av energi från dess fotosfär vid en effektiv temperatur av ca >11 000 K.
Följeslagaren BD+30°3223B är en stjärna av 13:e magnituden med okänd spektraltyp.